# Сисетон (Јужна Дакота)
Сисетон (енгл. Sisseton) град је у америчкој савезној држави Јужна Дакота.

## Демографија
По попису из 2010. године број становника је 2.470, што је 102 (-4,0%) становника мање него 2000. године.
| Група             | 2000.         | 2010.         |
| Белци             | 1.436 (55,8%) | 1.155 (46,8%) |
| Афроамериканци    | 3 (0,1%)      | 2 (0,1%)      |
| Азијати           | 7 (0,3%)      | 10 (0,4%)     |
| Хиспаноамериканци | 28 (1,1%)     | 39 (1,6%)     |
| Укупно            | 2.572         | 2.470         |